# Goran Gluvić
Goran Gluvić, slovenski dramatik, pesnik in pisatelj, * 12. marec 1957.

## Življenje
Na Bledu je pričel osnovno šolanje, ki ga je nadaljeval na Osnovni šoli na Vič v Ljubljani. Srednjo šolo je končal na Ekonomski srednji šoli v Ljubljani. Študiral je dramaturgijo na Akademiji za gledališče, radio, film in televizijo v Ljubljani. Študij je po krajši prekinitvi opustil. Delal je v Državni založbi Slovenije kot referent v grosistični prodaji knjig. Od leta 1987 je svobodni književnik. 

## Delo
Njegovi začetki pisanja na področju dramatike so bili pod vplivom številnih dramatikov angažirane tematike, gledališča absurda in ruskih avantgardistov. Med njegovimi deli so tudi radijske igre, najbolj odmevne so bile Ta pogumni svet rim, Smrt Majakovskega in Carlos. 
Preizkusil se je v pisanju angažirane poezije ter prozi v satiričnem slogu, v kriminalnih pripovedih in mladinskih humorističnih povestih, v katerih prevladuje športna tematika.

### Poezija
- Ulične revolucije (1984) (COBISS)
- Predgovor k ljubezenskim pesmim (1987) (COBISS)
- Zmerjanje Lepe Vide (1989) (COBISS)
- Zadnji poletni ples (1993) (COBISS)
- Samo koraki v dežju (2020)
- Kot čas čudenja (2024)

### Proza
- Vsakemu poučno branje izpovedi jahalca dvajsetega stoletja (1990) (COBISS)
- Navadna pripoved o jeznem Janeszu (1991)
- Harms danes (1993) (COBISS)
- Tri smrti v Ljubljani (1994) (COBISS)
- Steza v pekel (1994) (COBISS)
- Med dvema ognjema (1994) (COBISS)
- Mali diktator (1994) (COBISS)
- Sprejmi valček z zaprtimi usti (1996) (COBISS)
- Vrata skozi (1997) (COBISS)
- Popoldanski ritem (2002) (COBISS)
- Na cesti (kjer gume ne poljubljajo asfalta) (2003) (COBISS)
- Mala šo(a)la kreativnega pisanja (2005) (COBISS)
- Blejsko potrkavanje (2006)
- Ljubljana blues (2009)
- Kočevje ekspres (2010)
- Pri mojstru na čaju (2011)
- Performans (2014)
- Diktator (2019)
- Požri se, Robi (2021)
- Flik (2021)
- Grosuplje noir (2024)

#### Mladinska proza
- Brcanje z glavo (1998) (COBISS)
- Težave z orehovo torto (1999)
- Fantje, žoga, punce (2001) (COBISS)
- Detektiv Zdravc (2004) (COBISS)
- Dvojna podaja (2005) (COBISS)
- Čudovita igra nogomet (2007) (COBISS)
- Celovečerni film (2011) (COBISS)
- Poletna zmešnjava v Zaki (2024)

### Dramatikav knjigi
- Šest iger (1997)
- Dramske igre (2019)

#### Mladinska dramatika
- Osnovnošolski dogodki in odmevi  (2002) (COBISS)
- Najmlajši zasebni detektiv Zdravc (2003) (COBISS)
- Poskočni fedrčki in še dve igri za mlade (2020)

### Esejistika
- Eric Clapton (2000)

### Gledališke igre
- Iztok in prodajalci svobode (1981)
- Argentinski tango ali jutri bomo zmagali (1982) (COBISS)
- Borutovo poletje (1983)
- Veno, Veno (1984) (COBISS)
- Video klub (1984)
- Konzerve 1984)
- Carlos (1986)
- Stanovanje (1986)
- Te igre nihče ne bo uprizoril (1989)
- Plakat (1990)
- Manipulacije (1990)
- Jam session ali nihče ne vpraša jablane (1994)
- Z Andrejo v sobotno noč (1997)
- Kazimirjeve izbrane pesmi (1997)
- Zaprti grobi svet družine Mark (1999)
- Drop kick (2000)
- Pretvarjanja (2002)
- Čuvaja zadnjega kozarca vode (2011)
- Količina trepljanja in drugi prizori (2020)

### Radijske igre
- Mož, ki je najhitreje odpiral konzerve (1986)
- Škripanje (1986) (COBISS)
- Radijski sprejemnik (1987) (COBISS)
- Šofer Franc K. (1988) (COBISS)
- Slavljenec (1990) (COBISS)
- Beg v paradiž (1991) (COBISS)
- Cilj (1991)
- Kosilo (1991) (COBISS)
- Ta čudoviti, pogumni svet rim (1991)  (COBISS)
- Majerholdovo sporočilo (1992)
- Hujšanje ali Zgodovina rock glasbe (1992) (COBISS)
- Ugrabitev (1994) (COBISS)
- Kazimir in Šostakovič (1995)
- Novakovi - 24 epizod

## Nagrade
- Velenjica – Čaša nesmrtnosti (2025)